# 찰스 윌리엄 앤드루스
찰스 윌리엄 앤드루스(영어: Charles William Andrews, 1866년 10월 30일~1924년 5월 25일)는 영국의 척추동물 고생물학자로, 동시에 대영 박물관 지질학 학예사이기도 하였다. 신생대의 장비목 생물과 어룡 분야에서 업적을 남겼다.